# كويتيابين
كويتيابين (بالإنجليزية: Quetiapine؛ والمسوق تجارياً تحت اسم سيروكويل Seroquel في و.م.أ) هو مضاد غير نمطي للذهان يستخدم لعلاج الفصام والاضطراب ذي الاتجاهين (ثنائي الأقطاب) والاضطراب الاكتئابي. يستخدم أحياناً كعقار مساعد على النوم بسبب تأثيره المهدئ، ولكن لا ينصح طبياً بذلك.
يؤخذ العقار فموياً؛ وله عدد من التأثيرات الجانبية التي تتضمن الإمساك وزيادة الوزن وجفاف الحلق. من الأعراض الجانبية الأخرى أيضاً هبوط الضغط الانتصابي وحدوث نوبات صرع وفرط سكر الدم؛ وقد يرتفع خطر حدوث الوفاة عند تناوله من الناس المسنين المصابين بالخرف. أما عند تناوله في الأشهر الأخيرة من الحمل فقد يؤدي إلى حدوث اضطرابات الحركة للوليد بعد وضعه.
يعتقد أن تأثير عقار كويتيابين يكون بحجب عدد من المستقبلات بما فيها مستقبلات الدوبامين والسيروتونين.

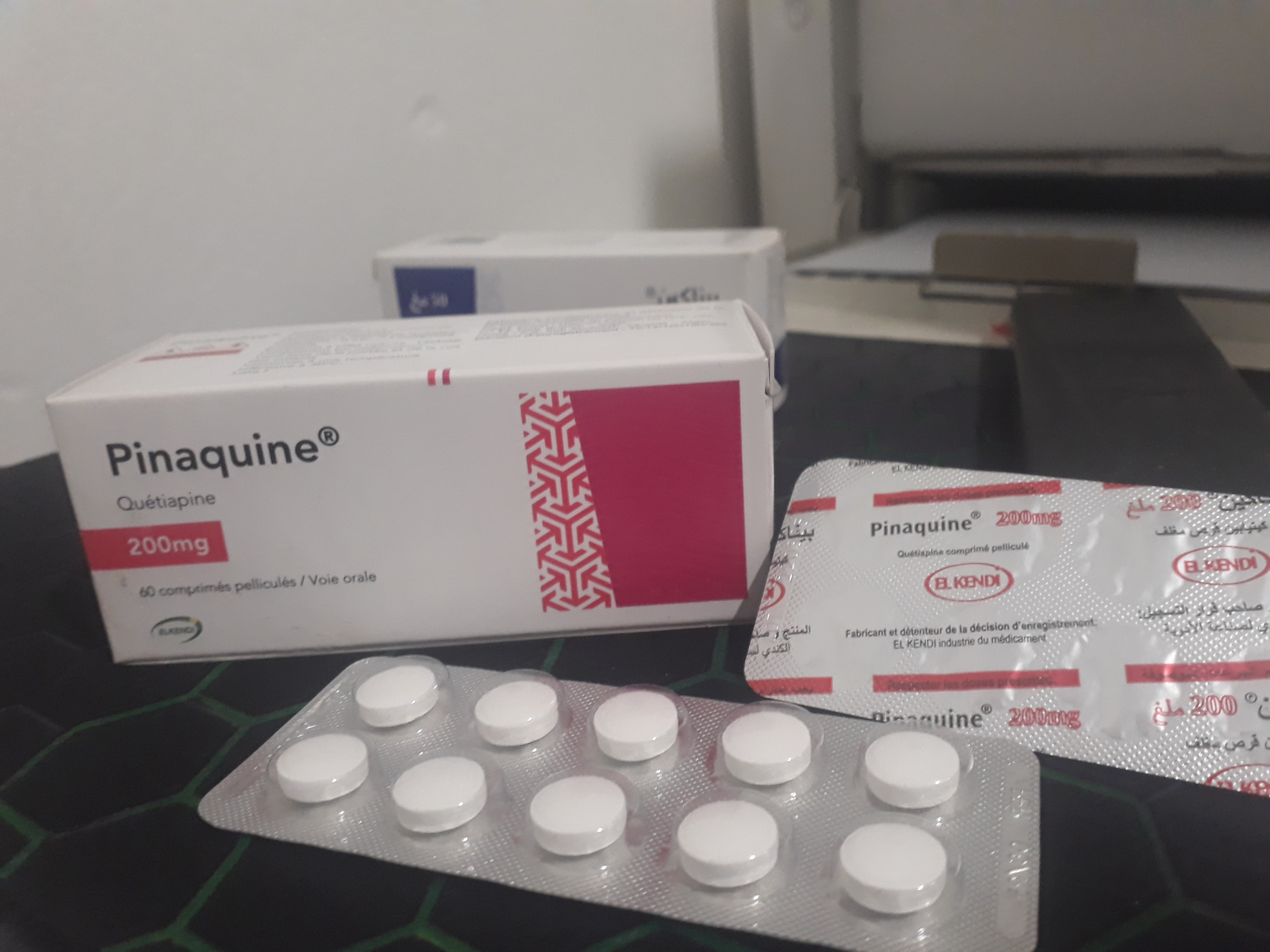
أقراص كويتيابين 200 مغ، في الجزائر